# Virslīga 1938-1939
L'edizione 1938-1939 della Virslīga fu la 18ª del massimo campionato lettone di calcio; fu vinta dall'Olimpija Liepāja, giunto al suo settimo titolo.

## Formula
Il campionato era disputato da otto squadre che si incontrarono in turni di andata e ritorno, per un totale di 14 turni; erano previsti due punti per la vittoria, uno per il pareggio e zero per la sconfitta.

## Classifica finale
|                     | Pos. | Squadra           | Pt | G  | V  | N | P  | GF | GS | DR  |
| ------------------- | ---- | ----------------- | -- | -- | -- | - | -- | -- | -- | --- |
| Lettonia (bandiera) | 1.   | Olimpija Liepāja  | 23 | 14 | 11 | 1 | 2  | 45 | 12 | +33 |
|                     | 2.   | ASK Rīga          | 21 | 14 | 10 | 1 | 3  | 49 | 16 | +33 |
|                     | 3.   | RFK Riga          | 21 | 14 | 9  | 3 | 2  | 38 | 14 | +24 |
|                     | 4.   | Rīgas Vilki       | 17 | 14 | 7  | 3 | 4  | 19 | 18 | +1  |
|                     | 5.   | RKSB Riga         | 9  | 14 | 3  | 3 | 8  | 29 | 51 | -22 |
|                     | 6.   | Hakoah Riga       | 7  | 14 | 2  | 3 | 9  | 17 | 26 | -9  |
|                     | 7.   | US Riga           | 7  | 14 | 3  | 1 | 10 | 20 | 43 | -23 |
|                     | 8.   | 16. JAPSK Jelgava | 7  | 14 | 2  | 3 | 9  | 14 | 51 | -37 |